# London Court of International Arbitration

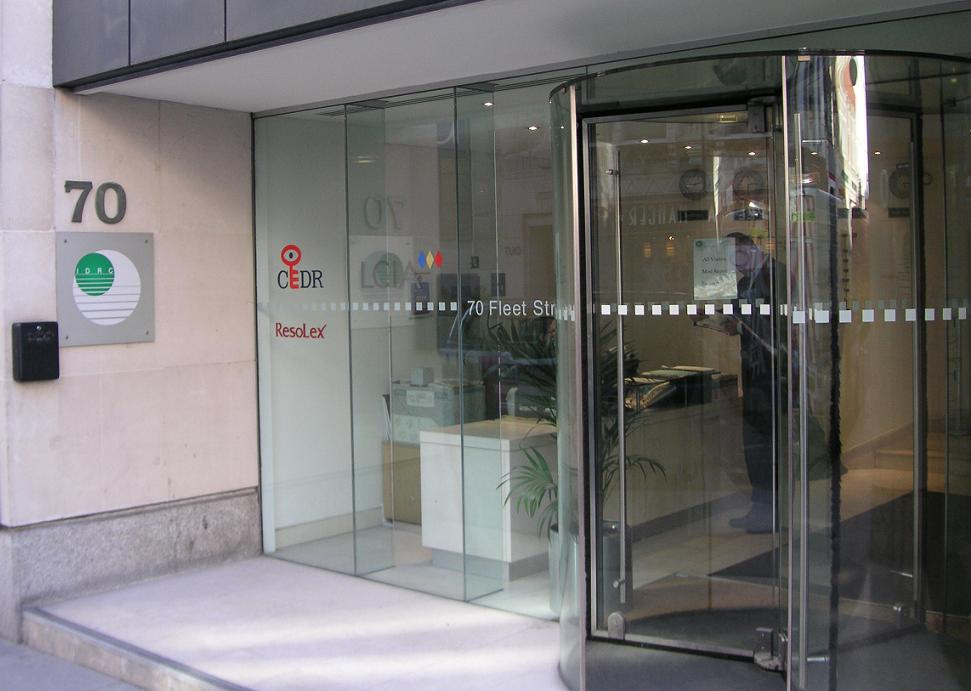
London Court of International Arbitration, Fleet Street 70 in London

Der London Court of International Arbitration (Internationaler Schiedsgerichtshof London, LCIA) ist eine in London ansässige Institution der internationalen Schiedsgerichtsbarkeit. Der LCIA  kann von allen Parteien, ungeachtet des Orts der Niederlassung oder des Rechtssystems angerufen werden.
Obwohl der Schwerpunkt auf der Unterstützung von Schiedsverfahren liegt, ist der LCIA auch in der Mediation aktiv.

## Geschichte
Die Geschichte des LCIA begann am 5. April 1883, als der Court of Common Council of the City of London einen Ausschuss gründete, um Ideen für die Errichtung eines Tribunals für die Beilegung von inländischen und transnationalen Handelskonflikten in den Grenzen der Stadt zu entwickeln.
In einem Beitrag im Law Quarterly Review aus dem Jahr 1893 wurde der Gerichtshof zu seiner Gründung beschrieben als eine „Kammer, die alle Vorzüge zu haben scheint, die das Gesetz vermissen lässt. Es ist schnell, wo das Gesetz langsam ist, preiswert, wo das Gesetz teuer und einfach, wo das Gesetz technisch ist, ein Friedensstifter statt ein Anstifter zum Zank“.
Der Plan wurde 1884 unter Kooperation mit der Londoner Handelskammer eingereicht. Bis zur Verabschiedung des English Arbitration Acts von 1889 wurden die Pläne jedoch auf Eis gelegt. Im April 1891 wurde der Entwurf angenommen und der Gerichtshof The City of London Chamber of Arbitration genannt.
Im April 1903 wurde er umbenannt in London Court of Arbitration und 1981 in The London Court of International Arbitration, um den internationalen Charakter der Organisation zu betonen.

## Gegenwärtige Tätigkeit
Der LCIA ist heute eine der größten international tätigen Schiedsorganisationen. Die Verfahrensweisen und Regeln werden öffentlich bekanntgegeben und auch in Ad-hoc-Schiedsverfahren verwendet, in denen der LCIA nicht selbst vertreten ist.
Der LCIA ist als eine nicht gewinnorientierte Aktiengesellschaft nach englischem Recht eingetragen. Der Verwaltungsrat besteht hauptsächlich aus bekannten in London ansässigen Praktikern im Schiedswesen und bestimmt die Tätigkeit und die Entwicklung des Geschäfts und der Befolgung des anwendbaren Rechts. Das Board nimmt aber keine aktive Rolle in Schiedsverfahren ein.
Der LCIA-Gerichtshof ist die höchste Instanz für die korrekte Anwendung der LCIA-Regeln. Es spielt eine Schlüsselrolle bei der Ernennung von Tribunalen, bei der Anrufung von Schiedsrichtern und bei der Kostenkontrolle. Obwohl der LCIA Gerichtshof regelmäßig zu Plenarsitzungen zusammentritt, erfolgt die direkte Ausübung der Funktion durch den Präsidenten, den Vize-Präsidenten oder eine Abteilung des Gerichts. Der Gerichtshof besteht aus bis zu 35 Mitgliedern, die so ausgewählt werden, dass sie die führenden Welthandelszentren vertreten und nicht mehr als sechs Mitglieder englische Nationalität haben dürfen.
2013 wurden insgesamt 290 Schiedsverfahren unter der Ägide des LCIA angestoßen, davon 80 % mit internationalem Hintergrund. Dazu kommen 11 Anrufungen zur Mediation und anderen ADR-Formen. Im Vergleich zu 2012 stieg die Fallzahl um 10 %.